# Cataglyphis humeya
Cataglyphis humeya é uma espécie de inseto do gênero Cataglyphis, pertencente à família Formicidae.